# Cantonul Prats-de-Mollo-la-Preste
Cantonul Prats-de-Mollo-la-Preste este un canton din arondismentul Céret, departamentul Pyrénées-Orientales, regiunea Languedoc-Roussillon, Franța.

## Comune
- Coustouges
- Lamanère
- Le Tech
- Prats-de-Mollo-la-Preste (reședință)
- Saint-Laurent-de-Cerdans
- Serralongue